# The Best of The Stylistics
The Best of The Stylistics is een verzamelalbum van de Amerikaanse soul groep The Stylistics.
Het album, uitgebracht in 1975, werd een groot succes in het Verenigd Koninkrijk toen het nummer 1 bereikte. Het bereikte de top drie keer in dat jaar en bleef in totaal 9 weken op nummer 1 staan. Mede dankzij tv-reclame werd het het populairste album uit de carrière van de groep en de bestseller in het Verenigd Koninkrijk in 1975. Het bereikte ook nummer 41 in de VS, hoewel hun populariteit daar begon af te nemen.
Na het succes kwamen verschillende albums in de hitlijsten terecht, waaronder hun recentste album, Thank You Baby, dat nummer 5 bereikte op het moment dat het verzamelalbum op nummer 1 stond.
Een andere versie van het album (The Very Best of The Stylistics) met een vergelijkbare hoes, maar met een alternatieve tracklist werd in 1983 uitgebracht door H&L Records (Phonogram). Het album is sindsdien op cd uitgebracht als een compilatie van dit album en deel twee.